# Hitelkalkulátor
Egy hitelkalkulátor egy számítógépes program, aminek segítségével a hitel igénylése előtt hozzávetőlegesen tájékozódni lehet arról, hogy  milyen időszakra, milyen devizában, vagy forintban, mennyi havi törlesztő részlettel kell számolnia a hitel felvevőjének vagy kezesének.
Online kérdőíven megadott adatok alapján a hitelt kereső ügyfél igényeit, célját, meglévő hiteleit összeveti a különböző banki kondíciókkal,  kiszámítja nagy vonalakban a hitelkonstrukciót, de a pontos összeget a bank minősítő rendszere határozza majd meg, hiszen a hitelkalkulátor nem mér adósminősítést.
Használható lakáshitel, hitelkiváltás, vagy akár szabad felhasználású hitel esetében is.
Egy hitelkalkulátor lehet egy az internetből letölthető program, de lehet a hiteltanácsadók egy szolgáltatása is. A hiteltanácsadó az ügyféllel konzultálva segít a kérdések megértésében, egy reális, a hitelfelvételi követelményeknek megfelelő konstrukció kiválasztásában és egy átfogó és könnyen összehasonlítható kép kialakításában.
Az egyes hitelkalkulátorok egy-egy bank szolgáltatásaira szorítkoznak, mások több bank hitelkonstrukcióinak összevetésére is alkalmasak.

## Típusai
- általános hitelkalkulátor
- személyi kölcsön hitelkalkulátor
- lakáshitel kalkulátor
- hitelkiváltás esetére hitelkalkulátor
- autó hitelkalkulátor
- gyorskölcsön hitelkalkulátor
- szabadfelhasználású jelzálogkölcsön hitelkalkulátor
- babaváró hitel kalkulátor